# نسرين مسعود
نسرين مسعود (20 يوليو 1988) ممثلة ومؤدية صوت لبنانية.

## عن حياتها
شاركت في العديد من المسلسلات .

## فيلموغرافيا

### تلفاز
- عز الدين القسام

### أدوار الدبلجة
- تين تايتنز إنطلق - رايفن (نسخة إم بي سي 3)
- تشيكن ليتل (فيلم 2005) - آبي (النسخة العربية الفصحى)
- ثانوية الاستخبارات
- دكتور فريز الشرير وباتمان - باربرا غوردون / باتغيرل
- دكتور هو - أيمي
- مختبر نينا - نينا
- حكاية لعبة 2 - جيسي (النسخة العربية الفصحى)
- نادي وينكس - بلوم (النسخة العربية الفصحى)
- حكاية لعبة 3 - جيسي (النسخة العربية الفصحى)
- روبن هود (فيلم 1973) - ماريان (النسخة العربية الفصحى)
- كوكب الكنز
- مات هاتر - روكسي
- من ألف ليلة وليلة - شهرزاد (الصوت الثاني)
- ميلو ورحلة الإنقاذ - كاي

## وصلات خارجية
- نسرين مسعود على موقع قاعدة بيانات الأفلام العربية